# Crataegus lassa
Crataegus lassa es una especie de planta del género Crataegus, perteneciente a la familia Rosaceae.

## Taxonomía
Crataegus lassa fue descrita por Chauncey Delos Beadle en 1901.

## Distribución
Se encuentra en el territorio sudeste de Estados Unidos.